# Universal Music Group
Universal Music Group er verdens største musikvirksomhed. Universal Music Group er ejet af den franske mediekoncern Vivendi. Universal Music Group har hovedkvarter i Californien.
Universal Music Group kan spore sin historie tilbage til 1934, da det britiske Decca Records etablerede sin virksomhed i USA. Decca solgte det amerikanske selskab fra i 1939, der fortsatte som Decca USA frem til 1962, da Decca USA fusionerede med MCA Records. Decca ejede det amerikanske filmstudie Universal Pictures, der således også indgik i fusionen. MCA Records havde forskellige ejere, men endte med at blive ejet af den japanske virksomhedsgruppe Panasonic, der i 1995 solgte 80% af aktierne til Seagram, der kort efter nedlagde MCA navnet og antog navnet Universal Music Group. Seagram købte i 1998 PolyGram fra Philips, og Seagram solgte herefter i 2000 de samlede musikaktiviteter til Vivendi, der lagde dem ind under Vivendi Universal.
Universal Music Group udgiver som pladeselskab artister under en lang række forskellige labels. Der udgives bl.a. Aerosmith, Tokio Hotel, Eminem, U2, Basim og Suspekt (Elektra). Herudover besidder UMG forlagsrettighederne til en lang række kunstnere.

## Pladeselskaber, labels og pladeforlagsselskaber ejet af Universal Musik Group
Universal Music Group ejer en lang række forskellige musikselskaber, der udgiver musik i eget navn og under sub-labels. De væsentligste er:
- Capitol Music Group
  - Astralwerks
  - Blue Note Records
  - Capitol Records
  - Motown
  - mau5trap
  - Metamorphosis Music
  - Virgin Records America
- Decca Label Group
  - Decca Records
  - Philips Records
- Interscope Geffen A&M
  - A&M Records
  - DGC Records
  - Geffen Records
  - Interscope Records
  - Polydor Records
- Def Jam Recordings
- Island Records
  - Mercury Records
- Roc Nation
  - StarRoc
  - Takeover Roc Nation
- Republic Records
  - Cash Money Records
  - Aware Records
- Show Dog-Universal Music
- Universal Music Enterprises
  - Hip-O Records
- Universal Music Group
  - Universal Music Distribution
- Universal Music Group Nashville
- Universal Music Latin Entertainment
  - Disa Records
  - Fonovisa Records
  - Machete Music
- Universal Music Publishing Group
- Universal Music TV
- Verve Records
  - GRP Records
  - Impulse! Records
  - Verve Forecast Records
- Virgin EMI
  - Capitol UK
  - EMI Records
  - Virgin Records
- Deutsche Grammophon
- Polar Music

Universal Music Group er endvidere distributør for Disneys Hollywood Records.
Udover ovennævnte har Universal i Danmark følgende plade- og distributionsselskaber:
- Copenhagen Records (med bl.a. artister som Alphabeat, Nik & Jay, Burhan G)
- A:larm Music (dansk markedsførings- og distributionsselskab med artister som bl.a. Medina, Tina Dickow, Outlandish)